# 79-й Венеційський міжнародний кінофестиваль
45°23′00″ пн. ш. 12°21′00″ сх. д. / 45.38333333° пн. ш. 12.35° сх. д.
79-й щорічний Венеційський міжнародний кінофестиваль (італ. 79ª Mostra internazionale d'arte cinematografica di Venezia) — проходить з 31 серпня до 10 вересня 2022 року.

## Журі
Головний конкурс (Venezia 79)
- Джуліанна Мур, американська актриса та письменниця (голова журі)[5]
- Маріано Кон, аргентинський режисер, сценарист і продюсер[5]
- Леонардо Ді Костанцо, італійський режисер і сценарист[5]
- Одрі Діван, французький режисер і сценарист[5]
- Лейла Хатамі, іранська актриса[5]
- Кадзуо Ісігуро, британський прозаїк і сценарист[5]
- Родріго Сорогоєн, іспанський режисер і сценарист[5]

Горизонти (Orizonti)
- Ісабель Койшет (голова журі)[6]
- Лаура Біспурі[6]
- Антоніо Кампос[6]
- Софія Джама[6]
- Едуар Вайнтроп[fr][6]

Премія Луїджі де Лаурентіса
- Мікеланджело Фраммартіно (голова журі)[6]
- Ян П. Матушинський[6]
- Ана Роха де Соуза[pt][6]
- Тесса Томпсон[6]
- Розалі Варда[6]

## Офіційний відбір

### У конкурсі
Для основного міжнародного конкурсу були відібрані такі фільми:
| Назва                                        | Оригінальна назва                                | Режисер                | Країна виробництва             |
| -------------------------------------------- | ------------------------------------------------ | ---------------------- | ------------------------------ |
| «Вся краса і кровопролиття»                  | «Вся краса і кровопролиття»                      | Лаура Пойтрас          | США                            |
| «Аргентина, 1985 рік»                        | «Аргентина, 1985 рік»                            | Сантьяго митр          | Аргентина, США                 |
| «Афіна»                                      | «Афіна»                                          | Ромен Гаврас           | Франція                        |
| «Банши з Інішеріна»                          | «Банши з Інішеріна»                              | Мартін МакДонах        | Ірландія, Велика Британія, США |
| «Бардо (або Фальшива хроніка жменьки правд)» | Bardo (o falsa crónica de unas cuantas verdades) | Алехандро Г. Іньярріту | Мексика                        |
| «За стіною»                                  | شب، داخلی، دیوار                                 | Вахід Джаліванд        | Іран                           |
| «Білявка»                                    | «Білявка»                                        | Ендрю Домінік          | США                            |
| «Цілком та повністю»                         | «Цілком та повністю»                             | Лука Гуаданьїно        | Італія, США                    |
| «К'яра»                                      | «К'яра»                                          | Сусанна Нікіареллі     | Бельгія, Італія                |
| «Пара»                                       | Un Couple                                        | Фредерік Уайзмен       | Франція, США                   |
| «Вічна дочка»                                | «Вічна дочка»                                    | Джоанна Хогг           | Велика Британія, США           |
| Il signore delle formiche                    | Il signore delle formiche                        | Джанні Амеліо          | Італія                         |
| L'immensità                                  | L'immensità                                      | Емануеле Кріалезе      | Франція, Італія                |
| «Любити життя»                               | ラブライフ                                       | Коджі Фукада           | Японія, Франція                |
| «Моніка»                                     | «Моніка»                                         | Андреа Паллаоро        | Італія, США                    |
| «Без ведмедів»                               | خرس نیست                                         | Джафар Панахі          | Іран                           |
| «Чужі діти»                                  | Les Enfants des Autres                           | Ребекка Злотовська     | Франція                        |
| Наші зв'язки                                 | Les Miens                                        | Рощі Зем               | Франція                        |
| «Святий Омер»                                | «Святий Омер»                                    | Аліса Діоп             | Франція                        |
| «Син»                                        | «Син»                                            | Флоріан Целлер         | Велика Британія, США           |
| «Тар»                                        | «Тар»                                            | Тодд Філд              | Німеччина, США                 |
| «Кит»                                        | «Кит»                                            | Даррен Аронофскі       | США                            |
| «Білий шум» (фільм відкриття)                | «Білий шум» (фільм відкриття)                    | Ной Баумбах            | Велика Британія, США           |

### Поза конкурсом
Для позаконкурсного показу були відібрані такі фільми:
| Художні фільми                              | Художні фільми                              | Художні фільми                    | Художні фільми                        |
| Назва                                       | Оригінальна назва                           | Режисер                           | Країна виробництва                    |
| ------------------------------------------- | ------------------------------------------- | --------------------------------- | ------------------------------------- |
| «Поклик Божий»                              | Kõne taevast                                | Кім Кі Дук                        | Естонія, Литва, Киргизстан            |
| «Мертвий за долар»                          | «Мертвий за долар»                          | Уолтер Хілл                       | США                                   |
| «Не хвилюйся, люба»                         | «Не хвилюйся, люба»                         | Олівія Уайлд                      | США                                   |
| Dreamin' Wild                               | Dreamin' Wild                               | Білл Похлад                       | США                                   |
| «Посуха»                                    | Січіта                                      | Паоло Вірці                       | Італія                                |
| «Висяче сонце» (завершальна стрічка)        | «Висяче сонце» (завершальна стрічка)        | Франческо Карроцціні              | Італія                                |
| «Життя»                                     | «Життя»                                     | Олівер Германус                   | Велика Британія                       |
| «Майстер садівник»                          | «Майстер садівник»                          | Пол Шрейдер                       | Сполучені Штати                       |
| «Перлина»                                   | «Перлина»                                   | Тай Вест                          | Сполучені Штати                       |
| «Коли хвилі зникнуть»                       | Kapag Wala Nang Mga Alon                    | Лав Діас                          | Філіппіни, Франція, Португалія, Данія |
| Документальні фільми                        |                                             |                                   |                                       |
| Назва                                       | Оригінальна назва                           | Режисер                           | Країна виробництва                    |
| «Президент винного гетто Бобі»              | «Президент винного гетто Бобі»              | Крістофер Шарп, Мозес Бвайо       | Уганда, Велика Британія, США          |
| «Співчутливий шпигун»                       | «Співчутливий шпигун»                       | Стів Джеймс                       | США                                   |
| «Свобода у вогні: боротьба України за волю» | «Свобода у вогні: боротьба України за волю» | Євген Афінєєвський                | Україна, Велика Британія, США         |
| Gli Ultimi Giorni Dell'Umanita              | Gli Ultimi Giorni Dell'Umanita              | Енріко Гецці, Алессандро Гальярдо | Італія                                |
| In Viaggio                                  | In Viaggio                                  | Джанфранко Розі                   | Італія                                |
| «Київський процес»                          | «Київський процес»                          | Сергій Лозниця                    | Нідерланди, Україна                   |
| «Сват»                                      | «Сват»                                      | Бенедетта Аргентьєрі              | Італія                                |
| «Музика для чорних голубів»                 | «Музика для чорних голубів»                 | Йорген Лет, Андреас Коефоед       | Данія                                 |
| «Ядерний»                                   | «Ядерний»                                   | Олівер Стоун                      | США                                   |
| Серіали                                     |                                             |                                   |                                       |
| Англійська назва                            | Оригінальна назва                           | Режисер                           | Країна виробництва                    |
| «Копенгагенський ковбой»                    | «Копенгагенський ковбой»                    | Ніколас Віндінг Реф               | Данія                                 |
| «Вихід із Царства»                          | «Вихід із Царства»                          | Ларс фон Трієр                    | Данія                                 |

## Горизонти
Список фільмів, відібраних для секції «Горизонти», такий:
| У конкурсі                  | У конкурсі                          | У конкурсі                 | У конкурсі                                                |
| Англійська назва            | Оригінальна назва                   | Директор(и)                | Країна виробництва                                        |
| --------------------------- | ----------------------------------- | -------------------------- | --------------------------------------------------------- |
| Принцеса (opening film)     |                                     | Роберто Де Паоліс          | Італія                                                    |
| Жертва                      |                                     | Міхал Бласко               | Словаччина, Чехія, Німеччина                              |
| На краю                     | En los márgenes                     | Хуан Дієго Ботто           | Іспанія                                                   |
| Тренке Лаукен               |                                     | Лаура Цітарелла            | Аргентина, Німеччина                                      |
| Віра                        |                                     | Тіца Кові, Райнер Фріммель | Австрія                                                   |
| Невинність (documentary)    |                                     | Гай Давиді                 | Данія, Ізраїль, Фінляндія, Ісландія                       |
| Бланкіта                    |                                     | Fernando Guzzoni           | Чилі, Мексика                                             |
| За мою країну               | Pour la France                      | Rachid Hami                | Франція, Тайвань                                          |
| Чоловік                     | ある男                              | Ключ Ісікава               | Японія                                                    |
| Хліб і сіль                 |                                     | Даміан Коцур               | Польща                                                    |
| Люксембург, Люксембург      |                                     | Антоніо Лукич              | Україна                                                   |
| Ti Mangio il Cuore          |                                     | Pippo Mezzapesa            | Італія                                                    |
| На Північ                   |                                     | Міхай Мінкан               | Румунія, Франція, Греція, Болгарія, Чехія                 |
| Автобіографія               |                                     | Makbul Mubarak             | Індонезія, Франція, Сінгапур, Філіппіни, Німеччина, Катар |
| Сидяча качка                |                                     | Жан-Поль Саломе            | Франція                                                   |
| Третя світова війна         | جنگ جهانی سوم (Jange Jahanie Sevom) | Хуман Сейєді               | Іран                                                      |
| Найщасливіша людина у світі |                                     | Teona Strugar Mitevska     | Боснія, Бельгія, Данія                                    |
| Наречена                    |                                     | Серхіо Трефо               | Португалія                                                |

| Horizons Extra         | Horizons Extra    | Horizons Extra          | Horizons Extra     |
| Англійська назва       | Оригінальна назва | Директор(и)             | Країна виробництва |
| ---------------------- | ----------------- | ----------------------- | ------------------ |
| Походження зла         |                   | Себастьян Марньє        |                    |
| Висячі сади            |                   | Ахмед Ясін Аль Дараджі  |                    |
| Аманда                 |                   | Кароліна Каваллі        |                    |
| Червоні туфлі          |                   | Карлос Айхельман Кайзер |                    |
| Незух                  |                   | Судаде Каадан           |                    |
| Notte Fantasma         |                   | Фульвіо Рісулео         |                    |
| Без Неї                | بی رویا (Бі Роя)  | Аріан Вазірдафтарі      | Іран               |
| Валерія виходить заміж |                   | Михайло Віник           |                    |
| Голіаф                 |                   | Адільхан Єржанов        |                    |

## Автономні секції

### Міжнародний тиждень критики
Список фільмів, відібраних на 37-й Міжнародний Тиждень Критики, такий:
| У конкурсі                | У конкурсі                                       | У конкурсі                   | У конкурсі         |
| Англійська назва          | Оригінальна назва                                | Директор(и)                  | Країна виробництва |
| ------------------------- | ------------------------------------------------ | ---------------------------- | ------------------ |
| Anhell69                  |                                                  | Тео Монтойя                  | Колумбія           |
| Б'юче сонцедал            | Tant que le soleil frappe                        | Філіп Петі                   | Франція            |
| Dogborn                   |                                                  | Ізабелла Карбонелл           | Швеція             |
| Ейсмаєр                   |                                                  | Девід Вагнер                 | Австрія            |
| Have You Seen This Woman? | Да чи ви бачили ову жену? (Ви бачили ову жену? ) | Душан Зоріч, Матія Глушчевич | Сербія, Хорватія   |
| Маргіні                   |                                                  | Нікколо Фальсетті            | Італія             |
| Шкіра глибоко             | Aus meiner Haut                                  | Алекс Шаад                   | Німеччина          |

| Спеціальні заходи — поза конкурсом    | Спеціальні заходи — поза конкурсом | Спеціальні заходи — поза конкурсом | Спеціальні заходи — поза конкурсом |
| Англійська назва                      | Оригінальна назва                  | Директор(и)                        | Країна виробництва                 |
| ------------------------------------- | ---------------------------------- | ---------------------------------- | ---------------------------------- |
| Три ночі на тиждень (фільм відкриття) |                                    | Флоран Гуелу                       | Франція                            |
| Кров                                  |                                    | Педро Коста                        | Португалія                         |
| Queens (фільм закриття)               |                                    | Ясмін Бенкіран                     | Марокко                            |

| SIC@SIC Короткометражне італійське кіно | SIC@SIC Короткометражне італійське кіно | SIC@SIC Короткометражне італійське кіно | SIC@SIC Короткометражне італійське кіно |
| Англійська назва                        | Оригінальна назва                       | Директор(и)                             | Країна виробництва                      |
| --------------------------------------- | --------------------------------------- | --------------------------------------- | --------------------------------------- |
| Альбертина Де ти?                       |                                         | Марія Гвідоне                           | Італія                                  |
| Як Равлики                              | Come le lumache                         | Маргарита Панізон                       | Італія                                  |
| Ностос                                  |                                         | Мауро Зінгареллі                        | Італія                                  |
| Саджанець                               | Puiet                                   | Лоренцо Фаббро, Бронте Сталь            | Італія, США, Румунія                    |
| Регінетта                               |                                         | Федеріко Руссотто                       | Італія                                  |
| Залишки                                 | Resti                                   | Федеріко Фадіга                         | Італія                                  |
| Світла кімната                          | La stanza lucida                        | К'яра Катерина                          | Італія                                  |

### Дні авторів
| У конкурсі                                  | У конкурсі        | У конкурсі                     | У конкурсі                                        |
| Англійська назва                            | Оригінальна назва | Директор(и)                    | Країна виробництва                                |
| ------------------------------------------- | ----------------- | ------------------------------ | ------------------------------------------------- |
| Бенту                                       | Бенту             | Сальваторе Мереу               | Італія                                            |
| Звичайні невдачі                            |                   | Крістіна Гросан                | Чехія, Угорщина, Італія, Словаччина               |
| Синій джинс                                 |                   | Джорджія Оклі                  | Великобританія                                    |
| Брудно, важко, небезпечно (фільм відкриття) |                   | Віссам Чараф                   | Франція, Італія, Ліван                            |
| Остання королева                            |                   | Аділа Бендімерад, Деміен Унурі | Алжир, Франція, Саудівська Аравія, Катар, Тайвань |
| Прокляті не плачуть (робоча назва)          |                   | Фізал Буліфа                   | Франція, Бельгія, Марокко                         |
| Вовк і собака                               |                   | Клаудія Варежан                | Португалія, Франція                               |
| Падре Піо                                   |                   | Абель Феррара                  | Італія, Німеччина, Великобританія                 |
| Стоунволлінг                                |                   | Хуан Цзі, Оцука Рюдзі          | Японія                                            |
| Діва                                        | Діва              | Грем Фой                       | Канада, США                                       |

| Спеціальні заходи — поза конкурсом | Спеціальні заходи — поза конкурсом | Спеціальні заходи — поза конкурсом    | Спеціальні заходи — поза конкурсом |
| Англійська назва                   | Оригінальна назва                  | Директор(и)                           | Країна виробництва                 |
| ---------------------------------- | ---------------------------------- | ------------------------------------- | ---------------------------------- |
| Олімпійський шлях                  |                                    | Коррадо Серон                         | Італія                             |
| На самоті                          | تنها (Tanha)                       | Джафар Наджафі                        | Іран                               |
| Ми тут, щоб спробувати             |                                    | Грета де Лаццаріс, Якопо Квадрі       | Італія                             |
| Будинок Сусанна                    |                                    | Себастьян Ліфшиц                      | Італія                             |
| Похід на Рим                       |                                    | Марк Казінс                           | Італія                             |
| Слухач (фільм закриття)            |                                    | Стів Бушемі                           | НАС                                |
| Венеціанські ночі                  |                                    |                                       |                                    |
| Земля чесних людей                 |                                    | Крістіан Кармозіно Мереу              | Італія                             |
| Крістос, остання дитина            |                                    | Джулія Аматі                          | Італія                             |
| Коронна сором'язливість            |                                    | Валентина Бертані                     | Італія                             |
|                                    | Лас Леонас                         | Ізабель Ашаваль, К'яра Біонді         | Італія                             |
|                                    | Le Favolose                        | Роберта Торре                         | Італія                             |
| Пабло з неандертальця              |                                    | Антонелло Матараццо                   | Італія                             |
| Se Fate I Bravi                    |                                    | Стефано Коллізолі, Даніеле Гальяноне  | Італія                             |
| The Bone Breakers                  |                                    | Вінченцо Пірротта                     | Італія                             |
| Невидимий ворог                    |                                    | Ріккардо Кампанья, Федеріко Савонітто |                                    |
| Проект «Жіночі казки».             |                                    |                                       |                                    |
|                                    | Carta a mi madre para mi hijo      | Карла Симон                           | Італія                             |
| Будинок приходить з птахом         |                                    | Янича Браво                           | Італія                             |

## Спеціальні нагороди
- Золотий лев за життєві досягнення: Пол Шредер[11] і Катрін Денев[12]